# ستاره پیراقطبی

ستاره‌های پیراقطبی شمالی که دور ستاره جدی می‌چرخند. چنان‌که دیده می‌شود، ستاره جدی تقریباً در مرکز و ثابت است. توجه کنید که ستاره‌های پیراقطبی همواره در شب و روز در آسمان هستند، ولی در روزها به خاطر نور زیادِ خورشید قابل دیدن نمی‌باشند.

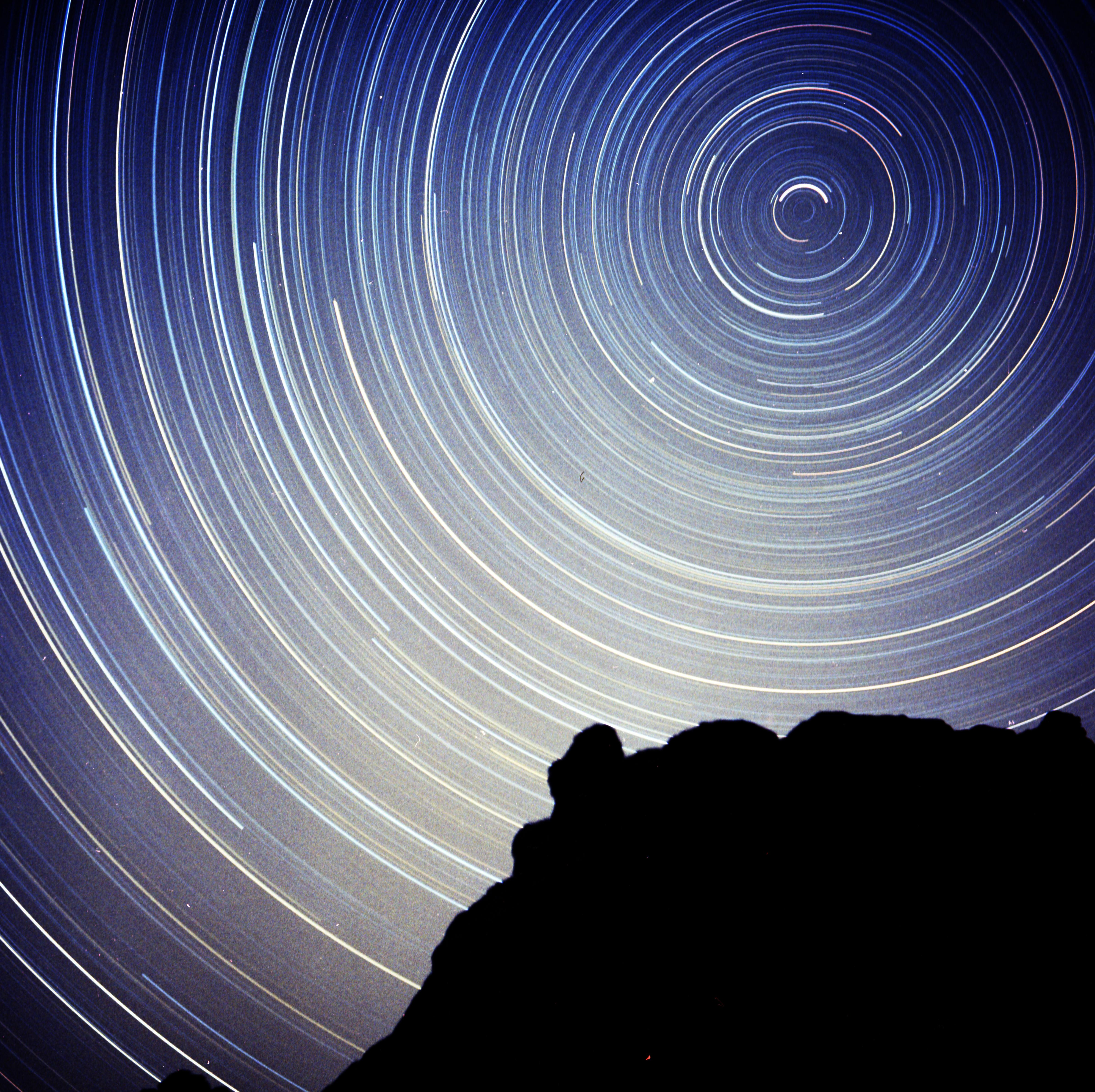
ستاره قطبی و ستاره‌های پیرامون آن، با سرعت شاتر چند ساعته. توجه کنید که ستارگان نزدیک قطب سماوی، کمتر حرکت کرده‌اند، و دنباله کمتری در تصویر با نوردهی درازمدت باقی می‌گذارند.

ستاره‌ پیراقطبی، ستاره همواره‌پیدا یا خُسّان، ستاره‌هایی هستند که در یک عرض جغرافیایی خاص بر روی زمین، هیچگاه غروب نمی‌کنند، مانند ستاره قطبی و ستارگان صورت فلکی بنات النعش و ذات الکرسی. در واقع به دلیل نزدیکی آن‌ها به یکی از قطب‌های سماوی، این ستارگان هرگز طلوع و غروب نمی‌کنند. بنابراین ستاره پیراقطبی در تمام طول شب و در تمام شب‌های سال قابل رویت است. ستارگان پیراقطبی درون یک دایره پیراقطبی  هستند.